# Liste der Baureihen im deutschen Fahrzeugeinstellungsregister
Die Liste der Baureihen im deutschen Fahrzeugeinstellungsregister bietet eine Übersicht über die Baureihen von Lokomotiven und Triebwagen von in Deutschland tätigen Eisenbahngesellschaften, die nach dem 1. Januar 2007 (Einführung des Registers) noch existierten.
Gemäß § 5 Abs. 1e und § 25a des Allgemeinen Eisenbahngesetzes (AEG) und den diesem zugrunde liegenden Richtlinien der Europäischen Union ist das Eisenbahn-Bundesamt (EBA) ab dem 1. Januar 2007 für die Führung des nationalen Fahrzeugeinstellungsregisters verantwortlich, wobei die EU-Richtlinien das UIC-Baureihenschema für Triebfahrzeuge übernommen und weiterentwickelt haben.
Die hier aufgeführten Baureihennummern werden nur für in Deutschland registrierte Fahrzeuge vergeben, andere Länder, in denen ebenfalls das UIC-Baureihenschema verwendet wird, nutzen andere oder gar keine Baureihenbezeichnungen. Beim Weiterverkauf auch in andere Länder werden die Fahrzeugnummern allerdings nicht mehr geändert. Das EBA verwendet bei der Anmeldung von vor dem 1. Januar 2007 betriebenen Fahrzeugen weitgehend die Baureihenbezeichnungen, wie sie von der Deutschen Bahn AG und in Anlehnung daran von weiteren Fahrzeugeinstellern verwendet wurden. Die vom EBA für die offizielle Fahrzeugnummer vergebene Baureihennummer ist vierstellig, während die DB und ihre Vorgänger dreistellige Baureihennummern vergeben haben.
Die Liste erhebt keinen Anspruch auf Vollständigkeit, da Fahrzeuge, die vor dem 1. Januar 2007 zugelassen wurden, erst teilweise ins Register aufgenommen wurden. Aufgenommen in diese Liste werden nur Fahrzeuge, die die Nummer bereits angeschrieben tragen oder für die die Nummernvergabe bestätigt ist.

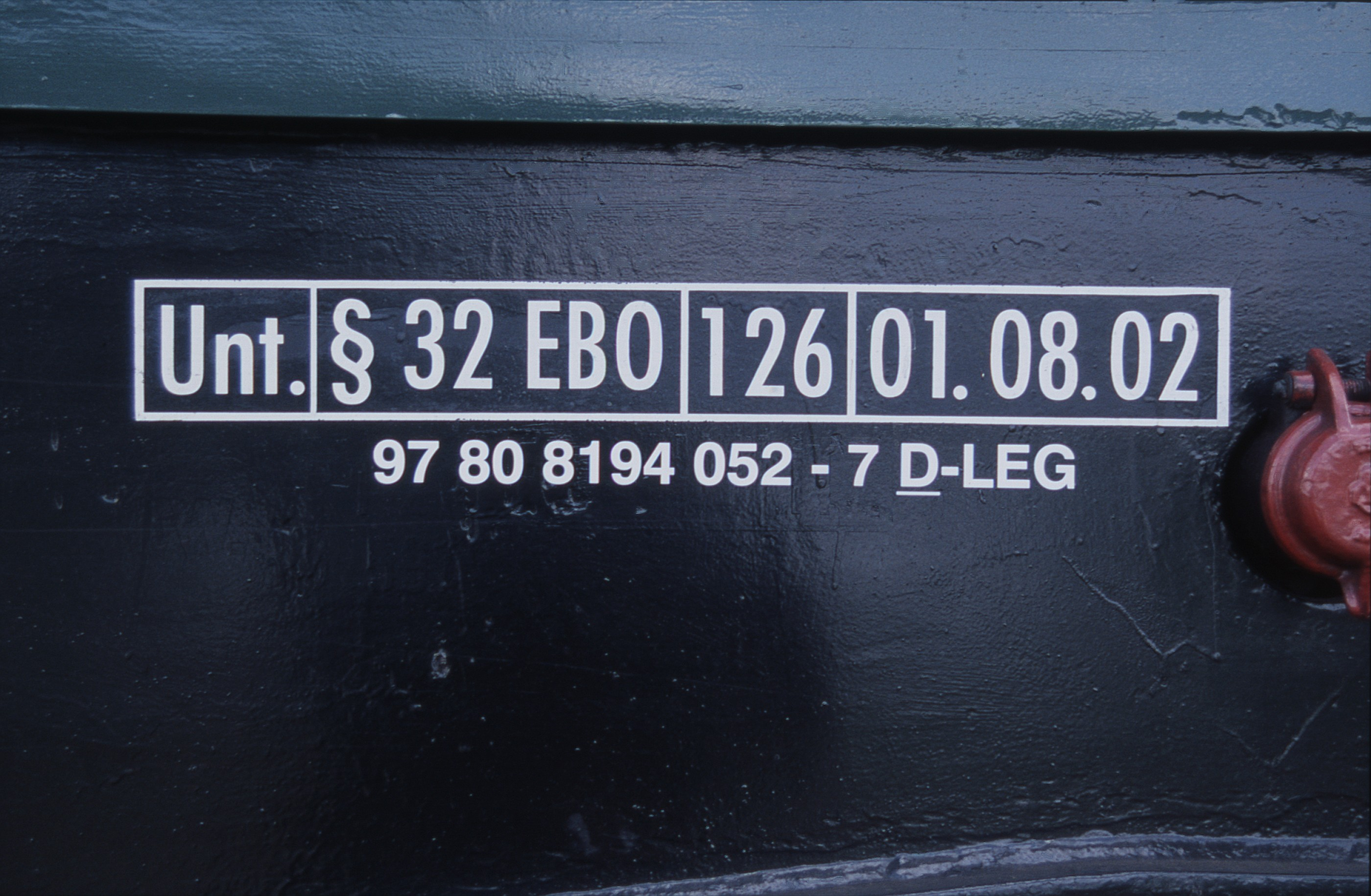
UIC-Betriebsnummer an einer 1941 gebauten elektrischen Lokomotive der Baureihe E 94

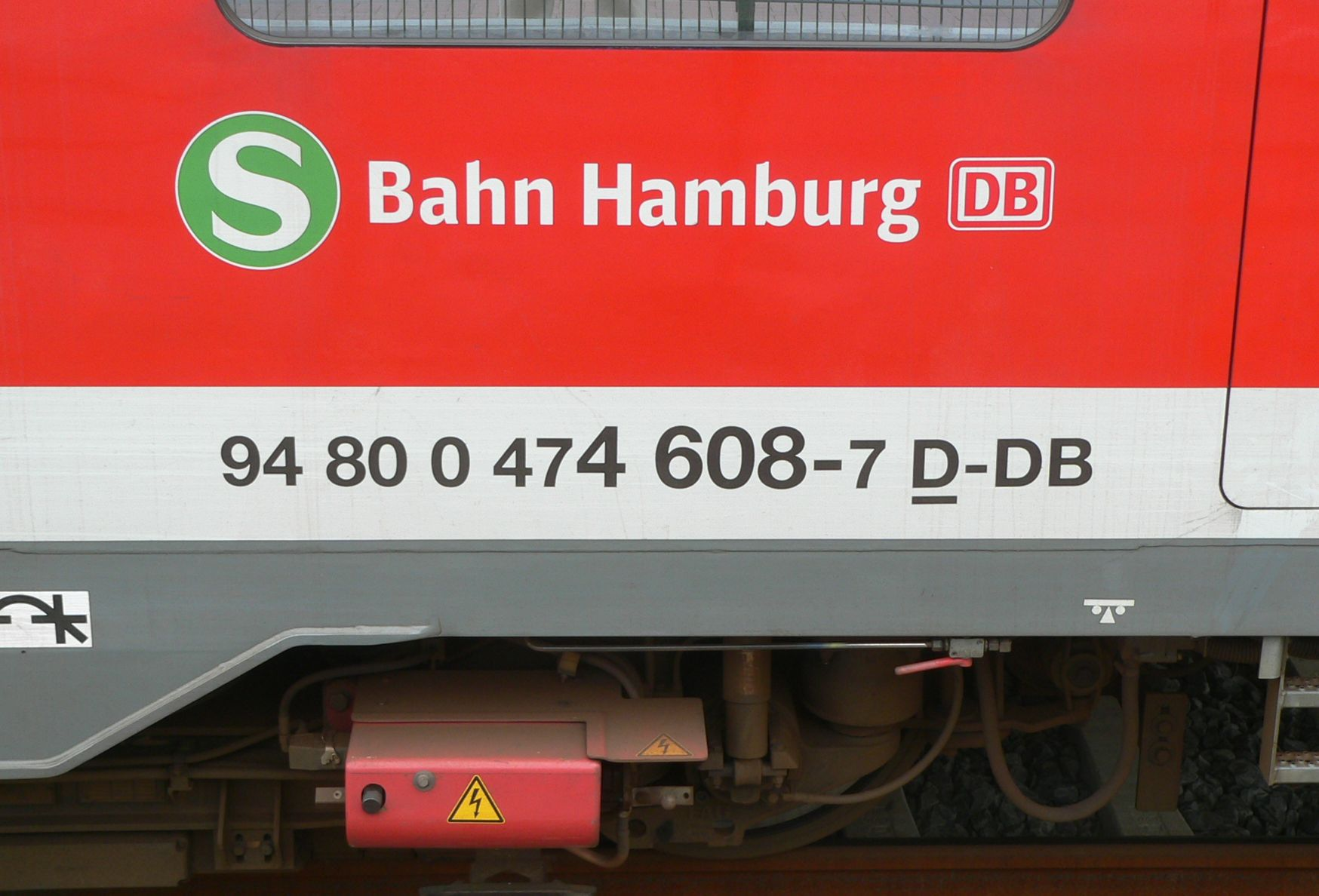
UIC-Betriebsnummer eines 1996 gebauten elektrischen Triebwagens der Baureihe 474

## 90: Triebfahrzeuge besonderer Bauart
Die Kennzahl 90 steht für „Triebfahrzeuge besonderer Bauart“, also alle Triebfahrzeuge, die nicht unter eine der anderen Kennziffern fallen. Klassisch sind dies vor allem Dampflokomotiven, aber auch neue Entwicklungen wie Hybridlokomotiven fallen unter diese Definition.
0001
Baureihe 01
0001.5
Baureihe 01.5
0003
Baureihe 03
0011
Baureihe 01.10 mit Kohlefeuerung
0012
Baureihe 01.10 mit Ölfeuerung
0013
Baureihe 03.10
0018 201
Lok 18 201 (Wedler Franz Logistik, ehemals DR)
0018.5
Baureihe 18.4–5 (Bayerische S 3/6)
0022
Baureihe 22 (Rekonstruktion der DR auf Basis der Baureihe 39)
0023
Baureihe 23 (Neubau DB)
0035
Baureihe 23.10 / 35.10 (Neubau DR)
0038
Baureihe 38 (Preußische P 8)
0041
Baureihe 41 mit Kohlefeuerung
0042
Baureihe 42
0043
Baureihe 44 mit Ölfeuerung
0044
Baureihe 44 mit Kohlefeuerung
0046
Baureihe 41 mit Ölfeuerung
0050
Baureihe 50 (Altbau)
0051
Baureihe 52.80 (Reko DR) (auch 2528 und 5280)
0052
Baureihe 52 (Altbau)
0053
Baureihe 50.35 (Reko DR)
0054
Baureihe 50.40 (Neubau DR)
0055
Baureihe 55: Preußische G 8 und G 8.1
0056
Baureihe 56.30 (ehemals Lübeck-Büchener-Eisenbahn)
0057
Baureihe 57.10–35 (Preußische G 10)
0058
Baureihe 58 (Preußische G 12)
0064
Baureihe 64
0065
Baureihe 65.10 (Neubau DR)
0066
Baureihe 66 (Neubau DB)
0070
Baureihe 70
0074.2
Preußische T 11
0074.11–12
Preußische T 12
0075
Baureihe 75, weitere Dampflokomotiven der Achsfolge 1’C1’
0078
Baureihe 78
0080
Baureihe 80
0081
Baureihe 81
0088
Baureihe 88, weitere zweifach gekuppelte Dampf- und Dampfspeicherlokomotiven
0089
Baureihe 89, weitere dreifach gekuppelte Dampf- und Dampfspeicherlokomotiven
0089.3
Baureihe 89.3
0090
Baureihe 90
0091
Baureihe 91, weitere Dampflokomotiven mit der Achsfolge 1’C
0092
Baureihe 92, weitere vierfach gekuppelte Dampflokomotiven
0093
Baureihe 93 der ÖBB
0094
Baureihe 94, weitere fünffach gekuppelte Dampflokomotiven
0095
Baureihe 95
0097
Baureihe 97
0098
Baureihe 98
0098.7
Bayerische BB II (Baureihe 98.7)
0381
Baureihe 381, weitere zweiachsige Akkulokomotiven
0515
Baureihe 515
0550
Stadler RS ZERO
0554
Alstom Coradia LINT mit Wasserstoffantrieb (iLint)
0563
Siemens Mireo Plus H
0815
Baureihe 815 (Steuerwagen zu 515)
1001
Alstom 203 701 und zehn weitere Hybridloks mit Diesel-/Batterieantrieb (Umbau aus Loks der Baureihe 202)
1002
Neubaulok Hybridlokomotive H3 von Alstom Stendal (Diesel-Akku), Achsfolge: A’A’A’
1004
DB-Baureihe 1004 (CRRC-Hybridlokomotive)
1018
Zusatztender zur 18 201, Toshiba Speicher-Hybridlok für DB (geplante Baureihe 280.5) und Railpool
1094
HELMS (Hybridumbau der Baureihe 294)
1120
Vossloh Modula EBB
2019
Stadler Euro 9000
2159
Stadler Eurodual
2248
Siemens Vectron Dual Mode
2249
Siemens Vectron Dual Mode light
2528
Baureihe 52.80 (auch 0051 und 5280)
4111
Baureihe 41
5261
Baureihe 52 (52 6106 der Vulkan-Eifel-Bahn, Teilrückbau aus 52.80)
5280
Baureihe 52.80 (auch 0051 und 2528)
6510
DR-Baureihe 65.10
8000
Krupp Knapsack

## 91:Elektrolokomotivenab 100km/h
0010
Re 4/4I (ehemals SBB) der Centralbahn AG
0445
Bombardier Twindexx Vario (Triebwagen)
0446
Bombardier Twindexx Vario (Triebwagen)
1042
Reihe 1042 (ehemals ÖBB) der Centralbahn AG
1110
Reihe 1110 (ehemals ÖBB)
1141
Reihe 1141 (ehemals ÖBB)
1142
Reihe 1142 (ehemals ÖBB)
6101
Baureihe 101 der Deutschen Bahn AG
6102
Baureihe 102 der Deutschen Bahn AG
6103
Baureihe 103 der Deutschen Bahn AG
6104
Baureihe E 04
6105
DB-Baureihe 105
6109
Baureihe 109 diverser Privatbahnen
6110
Baureihe 110 von DB Regio
6111
Baureihe 111 von DB Regio
6112
Baureihe 112.1 von DB Regio
6113
Baureihe 113 von DB Autozug
6114
Baureihe 114 von DB Regio
6115
Baureihe 115 von DB AutoZug
6116
Baureihe E 16
6117
Baureihe E 17
6118
Baureihe E 18 des DB Museums
6120
Baureihe 120 der Deutschen Bahn AG
6127
Siemens ES 64 P Prototyp „Eurosprinter“

6139
Baureihe 139 von DB Schenker Rail Deutschland und Lokomotion
6140
Baureihe 140 von DB Schenker Deutschland
6141
Baureihe 141
6142
Baureihe 142 diverser Privatbahnen
6143
Baureihe 143 von DB Regio, DB-Tochter RBH, der MEG und der EKO-Trans
6145
Bombardier TRAXX (Baureihe 145) von DB Schenker Deutschland und diverser Privatbahnen
6146
Bombardier TRAXX, P160 AC und P160 AC2 von DB Regio (Baureihen 146.0, 146.1 und 146.2), Metronom und der NOB
6147
Bombardier TRAXX P160 AC3
6151
Baureihe 151 von DB Schenker Deutschland
6152
Siemens ES64F von DB Schenker Deutschland (Baureihe 152) und ITL
6155
Baureihe 155 von DB Schenker Deutschland und der MEG
6156
Baureihe 156 der MEG

6180
Baureihe 180 von DB Schenker Deutschland 15 kV, 16,7 Hz ~ und 3 kV =
0181
CRRC BISON für Rail Cargo Hungaria 15 kV, 16,7 Hz ~ und 25 kV, 50 Hz ~, sowie ein Batterie Last-Mile-Modul
6181
Baureihe 181 der Deutsche Bahn AG 15 kV, 16,7 Hz ~ und 25 kV, 50 Hz ~
6182
Siemens ES64U2 der DB Schenker Deutschland (Baureihe 182) 15 kV, 16,7 Hz ~ und 25 kV, 50 Hz ~ (baugleich ÖBB „Taurus“)
6183
Siemens ES64U4 von Netinera Deutschland und mgw Service
6185
Bombardier TRAXX F140 AC und F140AC2 der DB Schenker Deutschland (Baureihe 185) 15 kV, 16,7 Hz ~ und 25 kV, 50 Hz ~
6186
Bombardier TRAXX F140 MS2 15 kV, 16,7 Hz ~, 25 kV, 50 Hz ~, 1,5 kV = und 3 kV =
6187
Bombardier TRAXX (Baureihe 187) 15 kV, 16,7 Hz ~, Dieselhilfsmotor
6188
Bombardier TRAXX F160 MS3
6189
Siemens ES64F4 der DB Schenker Deutschland (Baureihe 189) 15 kV, 16,7 Hz ~, 25 kV, 50 Hz ~, 1,5 kV = und 3 kV =
6191
Siemens Vectron DC medium power, nur kurzzeitig für zwei in Deutschland nicht zugelassene 3-kV-Prototypen vergeben
6192
Siemens Smartron 15 kV, 16,7 Hz ~
6193
Siemens Vectron

## 92:Diesellokomotivenab 100km/h
0231
Baureihe 231 (ehemals DR)
0232
Modernisierte Baureihe W232 (Adtranz/Bombardier, basierend auf Spenderlokomotiven der V300-Familie der DR)
0588
Gmeinder D 180 BB
1075
Gmeinder DE 75 BB
1120
Baureihe V 200 diverser Privatbahnen
1201
Baureihe 201
1202
Baureihe 202 diverser Privatbahnen
1203
Baureihe 203 der DB Regio und diverser Privatbahnen
1204
Baureihe 204 der DB Schenker und diverser Privatbahnen
1206
Zwischenzeitlich MaK G 1206, geändert in 1275
1209
OnRail DH 1004 und weitere Umbauten aus Baureihe 211 diverser Privatbahnen
1211
Baureihe 211
1212
Baureihe 212 der DB und diverser Privatbahnen
1213
Baureihe 213 diverser Privatbahnen
1214
Baureihe 214 der DB und diverser Privatbahnen (modernisierte Lokomotiven der Baureihe 212, DB Schenker Baureihe 262)
1215
Baureihe 215
1216
Baureihe 216 und DH 1504 diverser Privatbahnen
1217
Baureihe 217 der DB Schenker
1218
Baureihe 218 der DB Regio und Baureihe 225.8 (Vorserienmaschinen der Baureihe 218) der DB Schenker
1219
420 01 der EVB (ex DB 219 001), sowie Baureihe 219
1220
Baureihe V 200.0 diverser Privatbahnen
1221
Baureihe V 200.1 diverser Privatbahnen
1223
Siemens ER 20 diverser Privatbahnen (bis 2006 auch Baureihe 253, teilweise mit eigentlich falscher UIC-Nummer 94 80 0253 xxx-x)
1225
Baureihe 225
1227
NOHAB AA16 der Firma Eichholz / Strabag
1228
Baureihe V 180 diverser Privatbahnen
1229
Baureihe 229
1230
DB 230 (Lok 230.077 der Firma RTS)
1232
Baureihe 232 / W232 der DB Schenker und diverser Privatbahnen
1233
Baureihe 233 der DB Schenker
1234
DB 234
1240
MaK DE 1024 der HGK
1241
Baureihe 241 der DB Schenker
1242
ehemalige Baureihe 142
1245
Bombardier Traxx P160 DE ME der DB (Baureihe 245)
1246
Bombardier TRAXX P160 DE der metronom
1247
Siemens Vectron (Diesel-Version)
1250
Bombardier DE-AC33C Blue Tiger
1251
Vossloh DE 2700
1252
CFR 060DA der CTL Logistics
1253
Vossloh G 2000 BB
1259
EMD JT26CW-SS („Class 59“)
1261
Voith Gravita 10BB
1263
Voith Maxima 30CC
1264
Voith Maxima 40CC
1265
Voith Gravita 15L BB
1266
EMD JT42CWR („Class 66“)
1267
GE PH37ACai der Heavy Haul Power International
1271
Vossloh G 1000 BB
1272
Vossloh G 2000-3 BB
1273
Vossloh G 2000 BB
1274
MaK G1205
1275/1276
MaK G 1206 (auch 1206)
1277
Vossloh G 1700-2 BB
1278
Vossloh G 800 BB
1280
Baureihe V 80
1284
Vossloh Eurolight
1285
Bombardier TRAXX F140 DE der CB Rail/hvle
1293
Modernisierte DR-Baureihe V 100 diverser Privatbahnen
1320
320 001-1 der Firma Wiebe
2143
ÖBB-Reihe 2143 der Stauden-Verkehrs-Gesellschaft (SVG)
4120
Vossloh G 12
4125
Vossloh DE 12
4180
Vossloh G 18
4185
Vossloh DE 18
5220
DR-Baureihe V 200

## 93:elektrische TriebwagenfürHochgeschwindigkeitsverkehr
| Baureihe | Fahrzeug | Bemerkungen |
| ICE 1    | ICE 1 | ICE 1 |
| -------- | --- | --- |
| 5401     | Baureihe 401 der DB Endwagen: 5401.0 Mittelwagen: 5801, 5802, 5803, 5804                                                                                 | Reihung (Kurzzug): 5401.0 – 5802.0–8 – 5803.1 – 5804.0 – 5801.0–8 – 5401.5                                                            |
| ICE 2    | | |
| 5402     | Baureihe 402 der DB Endwagen: 5402.0, 5808.0 Mittelwagen: 5801, 5802, 5803, 5804                                                                         | Reihung (Halbzug): 5402.0 – 5805.3 – 5805.0 – 5807.0 – 5806.0 – 5806.3 – 5806.6 – 5808.0                                              |
| ICE 3    | | |
| 5403     | Baureihe 403 der DB Endwagen: 5403.0, 5403.5 Mittelwagen: 5403.1, 5403.2, 5403.3, 5403.6, 5403.7, 5403.8                                                 | Reihung (Halbzug): 5403.0 – 5403.1 – 5403.2 – 5403.3 – 5403.8 – 5403.7 – 5403.6 – 5403.5                                              |
| 5406     | Baureihe 406 der DB Endwagen: 5406.0, 5406.5 Mittelwagen: 5406.1, 5406.2, 5406.3, 5406.6, 5406.7, 5406.8                                                 | Reihung (Halbzug): 5406.0 – 5406.1 – 5406.2 – 5406.3 – 5406.8 – 5406.7 – 5406.6 – 5406.5                                              |
| 5407     | Baureihe 407 der DB Endwagen: 5407.0, 5407.5 Mittelwagen: 5407.1, 5407.2, 5407.3, 5407.6, 5407.7, 5407.8                                                 | Reihung (Halbzug): 5407.0 – 5407.1 – 5407.2 – 5407.3 – 5407.8 – 5407.7 – 5407.6 – 5407.5                                              |
| 5408     | Baureihe 408 der DB Endwagen: 5408.0, 5408.5 Mittelwagen: 5408.1, 5408.2, 5408.3, 5408.6, 5408.7, 5408.8                                                 | Reihung (Halbzug): 5408.0 – 5408.1 – 5408.2 – 5408.3 – 5408.8 – 5408.7 – 5408.6 – 5408.5                                              |
| ICE T    | | |
| 5411     | Baureihe 411 der DB Endwagen: 5411.0, 5411.5 Mittelwagen: 5411.1, 5411.2, 5411.6, 5411.7, 5411.8                                                         | Reihung (Halbzug): 5411.0 – 5411.1 – 5411.2 – 5411.8 – 5411.7 – 5411.6 – 5411.5                                                       |
| 5415     | Baureihe 415 der DB Endwagen: 5415.0, 5415.5 Mittelwagen: 5415.1, 5415.6, 5415.7                                                                         | Reihung (Halbzug): 5415.0 – 5415.1 – 5415.7 – 5415.6 – 5415.5                                                                         |
| ICE 4    | | |
| 0412.0   | Baureihe 412 der DB Endwagen: 0812.0, 5812.0 Mittelwagen: 1412.0, 2412.0, 2412.3, 2412.5, 2412.7, 2412.8, 6412.0, 1812.0, 4812.0, 6812.0, 8812.0, 9812.0 | Reihung (Langzug): 0812.0 – 1812.0 – 1412.0 – 8812.0 – 6412.0 – 9812.0 – 2412.0 – 2412.3 – 2812.0 – 2412.7 – 2412.5 – 2412.8 – 5812.0 |
| 0412.2   | Baureihe 412 der DB Endwagen: 6812.2, 7812.2 Mittelwagen: 3412.2, 3412.7, 7412.2, 3812.2, 8812.2                                                         | Reihung (Halbzug): 6812.2 – 8812.2 – 7412.2 – 3412.2 – 3812.2 – 3412.7 – 7812.2                                                       |

5410
Baureihe 410.1 (ICE S) der Deutschen Bahn AG
5475
TGV POS der SNCF

## 94: elektrische Triebwagen
Hinweis: Die Baureihen sind nach den letzten beiden Ziffern geordnet.
| Baureihe                                                                                       | Fahrzeug | Bemerkungen |
| 20–21                                                                                          | 20–21 | 20–21 |
| ---------------------------------------------------------------------------------------------- | --- | --- |
| 0420, 0421                                                                                     | Baureihe 420 der DB Endwagen: 0420 Mittelwagen: 0421 | Reihung: 0420.0–4 – 0421.0–4 – 0420.5–9 |
| 22, 32                                                                                         | | |
| 0422, 0432                                                                                     | Baureihe 422 der DB Endwagen: 0422 Mittelwagen: 0432 | Reihung: 0422.0 – 0432.0 – 0432.5 – 0422.5 |
| 23, 33                                                                                         | | |
| 0423, 0433                                                                                     | Baureihe 423 der DB Endwagen: 0423 Mittelwagen: 0433 | Reihung: 0423.0–4 – 0433.0–4 – 0433.5–9 – 0423.5–9 |
| 24, 34                                                                                         | | |
| 0424, 0434                                                                                     | Baureihe 424 der DB Endwagen: 0424 Mittelwagen: 0434 | Reihung: 0424.0 – 0434.0 – 0434.5 – 0424.5 |
| 25–26, 35                                                                                      | | |
| 0425, 0435                                                                                     | Baureihe 425 der DB Endwagen: 0425 Mittelwagen: 0435 | Reihung: 0425.0–2 – 0435.0–2 – 0435.5–7 – 0425.5–7 |
| 0426.0, 5                                                                                      | Baureihe 426 der DB | Reihung: 0426.0 – 0426.5 |
| 26–30                                                                                          | | |
| 0426.1, 0826.1 2526, 2826                                                                      | Stadler FLIRT (426, 526) (zweiteilig) Triebwagen: 0426.1, 2526 Steuerwagen: 0826.1, 2826 | FLIRT (zweiteilig): 0426.1 – 0426.6 |
| 0426.1, 0826.1 2526, 2826                                                                      | Stadler FLIRT (426, 526) (zweiteilig) Triebwagen: 0426.1, 2526 Steuerwagen: 0826.1, 2826 | FLIRT Akku: 2526.0 – 2826.0 |
| 0427, 0827 1427, 1827 3427, 3827                                                               | Stadler FLIRT (dreiteilig) Endwagen: x427 Mittelwagen: x827 Baureihe 0427 1 FLIRT 1 Baureihe 1427 1 FLIRT 3 Baureihe 3427 1 FLIRT 3XL                                                             | Reihung: x427.1 – x827.1 – x427.6 |
| 0428, 0828 1428, 1828                                                                          | Stadler FLIRT (vierteilig) Endwagen: x428 Mittelwagen: x828 Baureihe 0428 1 FLIRT 1 Baureihe 1428 1 FLIRT 3                                                                                       | Reihung: 1428.0–1 – 1828.0–1 – 1828.5–6 – 1428.5–6 |
| 0429, 0829 1429, 1829 2429, 2829 3429, 3829                                                    | Stadler FLIRT (fünfteilig) Endwagen: x429 Mittelwagen: x829 Baureihen 0429.0 1 FLIRT 1 Baureihen 0429.1, 1429 1 FLIRT 3 Baureihe 2429 1 FLIRT 3, Dreisystem Niederlande Baureihe 3429 1 FLIRT 3XL | Reihung: x429.0–1 – x829.0–1 – x829.3–4 – x829.6–7 – x429.5–6 Zu Beginn als 0427 geführt                                                                                        |
| 1430, 1830                                                                                     | Stadler FLIRT 3 (sechsteilig) Endwagen: 1430 Mittelwagen: 1830 | Reihung: 1430.0 – 1830.0 – 1830.3 – 1830.6 – 1830.9 – 1430.5 |
| 30–31                                                                                          | | |
| 0430                                                                                           | Baureihe 430 der DB (S-Bahn) Endwagen: 0430 Mittelwagen: 0431 | Reihung: 0430.0–3 – 0431.0–3 – 0431.5–8 – 0430.5–8 |
| 32–35 siehe 22–25                                                                              | | |
| 40–41                                                                                          | | |
| 0440, 0441, 0841 1440, 1441, 1841                                                              | Alstom Coradia Continental Endwagen: x440 Mittelwagen: x441, x841 | Dreiteilig: 0440.3–4 – 0441.3–4 – 0440.8–9 Analog 1440.3 Alstom Coradia Continental BEMU: 1440.4 – 1441.9 – 1440.9                                                              |
| 0440, 0441, 0841 1440, 1441, 1841                                                              | Alstom Coradia Continental Endwagen: x440 Mittelwagen: x441, x841 | Vierteilig: 0440.0–1 – 0441.0–1 – 0441.5–6 – 0440.5–6 Analog 1440.0–1 |
| 0440, 0441, 0841 1440, 1441, 1841                                                              | Alstom Coradia Continental Endwagen: x440 Mittelwagen: x441, x841 | Fünfteilig: 0440.2 – 0441.2 – 0841.2 – 0441.7 – 0440.7 Analog 1440.2 |
| 42–43                                                                                          | | |
| 0442, 0443, 0843, 1442, 1443, 1843, 2442, 2443, 3442, 3443, 8442, 8443, 8843, 9442, 9443, 9843 | Bombardier Talent 2 und Talent 3 Endwagen: x442 Mittelwagen: x443 und x843 Baureihe 2442 1 mit Österreich-Zulassung                                                                               | Zweiteilig: 0442.0 – 0442.5 |
| 0442, 0443, 0843, 1442, 1443, 1843, 2442, 2443, 3442, 3443, 8442, 8443, 8843, 9442, 9443, 9843 | Bombardier Talent 2 und Talent 3 Endwagen: x442 Mittelwagen: x443 und x843 Baureihe 2442 1 mit Österreich-Zulassung                                                                               | Dreiteilig: 0442.1 – 0843.1 – 0442.6 Analog 9442 und 8442.100-127 8442.181-185 abweichende Reihung: 8442.1 – 8443.1 – 8442.6 1442 abweichende Reihung: 1442.1 – 1443.2 – 1442.6 |
| 0442, 0443, 0843, 1442, 1443, 1843, 2442, 2443, 3442, 3443, 8442, 8443, 8843, 9442, 9443, 9843 | Bombardier Talent 2 und Talent 3 Endwagen: x442 Mittelwagen: x443 und x843 Baureihe 2442 1 mit Österreich-Zulassung                                                                               | Vierteilig: 0442.2 – 0443.2 – 0443.7 – 0442.7 Analog 1442, 2442, 3442 und 8442                                                                                                  |
| 0442, 0443, 0843, 1442, 1443, 1843, 2442, 2443, 3442, 3443, 8442, 8443, 8843, 9442, 9443, 9843 | Bombardier Talent 2 und Talent 3 Endwagen: x442 Mittelwagen: x443 und x843 Baureihe 2442 1 mit Österreich-Zulassung                                                                               | Fünfteilig: 0442.3 – 0843.3 – 0443.3 – 0443.8 – 0442.8 Analog 1442, 8442 und 9442                                                                                               |
| 45–46                                                                                          | | |
| 0445, 0446                                                                                     | Stadler KISS Endwagen: 0445 Mittelwagen: 0446 | Vierteilig: 0445.1 – 0446.1 – 0446.6 – 0445.6 |
| 0445, 0446                                                                                     | Stadler KISS Endwagen: 0445 Mittelwagen: 0446 | Sechsteilig: 0445.0 – 0446.2 – 0446.3 – 0446.4 – 0446.5 – 0445.7 |
| 50                                                                                             | | |
| 0450, 0850                                                                                     | GT8-100C/2S, GT8-100D/2S-M und ET 2010 der Stadtbahn Karlsruhe Endwagen: 0450 Mittelwagen: 0850                                                                                                   | |
| 52                                                                                             | | |
| 0452, 0852                                                                                     | Alstom RegioCitadis der RegioTram Kassel | Reihung: 0452.7 – 0452.5 – 0852.7 |
| 55                                                                                             | | |
| 0455                                                                                           | CAF Nexio des Zweckverbands Schönbuchbahn | |
| 60                                                                                             | | |
| 0460, 0860                                                                                     | Siemens Desiro ML der trans regio Endwagen: 0460 Mittelwagen: 0860 | Reihung: 0460.0 – 0860.0 – 0460.5 |
| 62                                                                                             | | |
| 0462, 1462, 1862 2462 3462, 3862 4462, 4862                                                    | Siemens Desiro HC Endwagen: 0462, 1462, 2462, 3462, 4462 Mittelwagen: 0462, 1862, 2462, 3862, 4862                                                                                                | Vierteilig (RRX): 0462.0 – 0462.2 – 0462.3 – 0462.1 |
| 0462, 1462, 1862 2462 3462, 3862 4462, 4862                                                    | Siemens Desiro HC Endwagen: 0462, 1462, 2462, 3462, 4462 Mittelwagen: 0462, 1862, 2462, 3862, 4862                                                                                                | Vierteilig (Rheintal, Franken-Thüringen): 1462.0 – 1862.0 – 1862.5 – 1462.5 |
| 0462, 1462, 1862 2462 3462, 3862 4462, 4862                                                    | Siemens Desiro HC Endwagen: 0462, 1462, 2462, 3462, 4462 Mittelwagen: 0462, 1862, 2462, 3862, 4862                                                                                                | Fünfteilig (Augsburger Netze): 2462.0 – 2462.2 – 2462.4 – 2462.3 – 2462.1 |
| 0462, 1462, 1862 2462 3462, 3862 4462, 4862                                                    | Siemens Desiro HC Endwagen: 0462, 1462, 2462, 3462, 4462 Mittelwagen: 0462, 1862, 2462, 3862, 4862                                                                                                | Sechsteilig (Elbe-Spree): 3462.0 – 3862.0 – 3862.1 – 3862.2 – 3862.5 – 3462.5                                                                                                   |
| 0462, 1462, 1862 2462 3462, 3862 4462, 4862                                                    | Siemens Desiro HC Endwagen: 0462, 1462, 2462, 3462, 4462 Mittelwagen: 0462, 1862, 2462, 3862, 4862                                                                                                | Sechsteilig (Franken-Thüringen): 4462.0 – 4862.0 – 4862.1 – 4862.6 – 4862.5 – 4462.5                                                                                            |
| 63–64                                                                                          | | |
| 0463, 0863 2463, 2863 1463, 1863                                                               | Siemens Mireo Endwagen: x463 / 0563 Mittelwagen: x863 | Dreiteilig: x463.0 – x863.0 – x463.5 |
| 0463, 0863 2463, 2863 1463, 1863                                                               | Siemens Mireo Endwagen: x463 / 0563 Mittelwagen: x863 | Dreiteilig (Augsburger Netze): 2463.0 – 2463.2 – 2463.1 |
| 0463, 0863 2463, 2863 1463, 1863                                                               | Siemens Mireo Endwagen: x463 / 0563 Mittelwagen: x863 | Vierteilig 1463.0–2 – 1863.0–2 – 1863.5–7 – 1463.5–7 |
| 0563                                                                                           | Siemens Mireo Endwagen: x463 / 0563 Mittelwagen: x863 | Mireo Plus B: 0563.0 – 0563.1 |
| 3464                                                                                           | Siemens Mireo Smart | 3464.0 – 3464.2 – 3464.1 |
| 72–73                                                                                          | | |
| 0472, 0473                                                                                     | Baureihe 472 der S-Bahn Hamburg Endwagen: 0472 Mittelwagen: 0473 | Reihung: 0472.0 – 0473.0 – 0472.5 |
| 74                                                                                             | | |
| 0474, 0874                                                                                     | Baureihe 474 der S-Bahn Hamburg Endwagen: 0474 Mittelwagen: 0874 | Reihung: 0474.0–1 – 0874.0–1 – 0474.5–6 |
| 79                                                                                             | | |
| 0479.2                                                                                         | Triebwagen der Oberweißbacher Bergbahn (vormals DR-Baureihe ET 188) | |
| 0479.6, 0879.6                                                                                 | Buckower Kleinbahn Nr. 1 bis 3 (vormals DR-Baureihe ET 188) Triebwagen: 0479.6 Steuerwagen: 0879.6                                                                                                | |
| 80                                                                                             | | |
| 0480                                                                                           | Baureihe 480 der S-Bahn Berlin | Reihung: 0480.0 – 0480.5 |
| 81–82                                                                                          | | |
| 0481, 0482                                                                                     | Baureihe 481 der S-Bahn Berlin Doppeltriebwagen, 0482 nur Hilfsführerstand | Viertelzüge: Reihung: 0481.0–4 – 0482.0–4 |
| 0481, 0482                                                                                     | Baureihe 481 der S-Bahn Berlin Doppeltriebwagen, 0482 nur Hilfsführerstand | 481.501/601–503/603 Halbzüge mit zwei Führerständen: 0481.5 – 0482.5 – 0482.6 – 0481.6                                                                                          |
| 83                                                                                             | | |
| 0483                                                                                           | Baureihe 483 der S-Bahn Berlin | Reihung: 0483.0 – 0483.5 |
| 84                                                                                             | | |
| 0484, 1484                                                                                     | Baureihe 484 der S-Bahn Berlin Angetriebener Endwagen: 0484 Angetriebener Mittelwagen: 1484 | Reihung: 0484.0 – 1484.0 – 1484.5 – 0484.5 |
| 85                                                                                             | | |
| 0485, 0885                                                                                     | Baureihe 485 der S-Bahn Berlin (vormals Baureihe 270) Triebwagen: 0485 Beiwagen ohne Führerstand: 0885                                                                                            | |
| 90                                                                                             | | |
| 0490, 1490                                                                                     | Baureihe 490 der S-Bahn Hamburg Endwagen: 0490 Mittelwagen: 1490 Baureihe 0490.1 1 Zweisystem-Fahrzeuge                                                                                           | Reihung: 0490.0–1 – 1490.0–1 – 0490.5–6 |
| 92                                                                                             | | |
| 0492                                                                                           | Citylink Tram-Train Stadtbahnfahrzeuge der Regional-Stadtbahn Neckar-Alb, der Saarbahn und der Albtal-Verkehrs-Gesellschaft                                                                       | |
| 93                                                                                             | | |
| 0493                                                                                           | Extertalbahn 21 und 22 (Gütertriebwagen) | |

## 95: Dieseltriebwagen
Hinweis: Die Baureihen sind nach den letzten beiden Ziffern geordnet.
| Baureihe              | Fahrzeug | Bemerkungen                                                                        |
| 01–05                 | 01–05 | 01–05                                                                              |
| --------------------- | --- | ---------------------------------------------------------------------------------- |
| 0301                  | Zweiachsige Altbau-Triebwagen (z. B. MAN-Schienenbusse, MaK GDT und Esslinger Triebwagen) |                                                                                    |
| 0601, 0901            | Baureihe VT 11.5 der DB Triebwagen: 0601 Mittelwagen: 0901 Triebwagen: 0601 | Reihung: 0601.0 – 0901.1 – 0901.2 – 0901.3 – 0901.4 – 0901.5 – 0601.0              |
| 0302                  | Esslinger Triebwagen MAN-Schienenbusse |                                                                                    |
| 0303                  | Esslinger Steuerwagen, Vierachsige Altbaubeiwagen, MaK GDT (auch 0301) |                                                                                    |
| 0504                  | DWA LVT/S, Zweiachsige Altbautriebwagen der Gothaer Waggonfabrik (auch 0672) |                                                                                    |
| 0605                  | Baureihe 605 (ICE TD) der DB | Reihung: 0605.0 – 0605.1 – 0605.2 – 0605.5                                         |
| 09–12                 | |                                                                                    |
| 0609.0                | LHB VT 2E (auch 0133.2) |                                                                                    |
| 0609.1                | Integral S5D95 |                                                                                    |
| 0610                  | Baureihe 610 der DB Regio | Reihung: 0610.0 – 0610.5                                                           |
| 0611                  | Baureihe 611 der DB Regio | Reihung: 0611.0 – 0611.5                                                           |
| 0612                  | Baureihe 612 der DB | Reihung: 0612.0–9 – 0612.5–9                                                       |
| 14, 15                | |                                                                                    |
| 0614                  | Baureihe 614 der DB Regio | Triebzüge mit bis zu zwei Mittelwagen Reihung: 0614.0 – 0914.0 – (0914.0 –) 0614.0 |
| 0615                  | Bombardier Itino der Erfurter Bahn und VIAS | Reihung: 0615.1–2 – 0615.6–7                                                       |
| 20                    | |                                                                                    |
| 0620, 0621            | Alstom Coradia LINT 81 der DB Regio und verschiedener Privatbahnen (Baureihe 620) | Reihung: 0620.0–4 – 0621.0–4 – 0620.5–9                                            |
| 22–24                 | |                                                                                    |
| 0622                  | Alstom Coradia LINT 54 der DB Regio und verschiedener Privatbahnen (Baureihe 622) | Reihung: 0622.0–4 – 0622.5–9                                                       |
| 0623                  | Alstom Coradia LINT 41 (neue Kopfform, identisch mit Baureihe 1648) der DB Regio (Baureihe 623, für Dieselnetz Südwest Los 1)                                                                          | Reihung: 0623.0 – 0623.5                                                           |
| 0624, 0924            | Baureihe 624 der DB Regio | Reihung: 0624.0 – 0924.0 – 0624.0                                                  |
| 26–29                 | |                                                                                    |
| 0626, 0926            | NE 81 der DB Westfrankenbahn (Baureihe 626) und diverser Betreiber Privatbahnen Triebwagen: 0626 Steuerwagen: 0926                                                                                     |                                                                                    |
| 0627                  | ÖBB 5047 bei deutschen Privatbahnen |                                                                                    |
| 0628, 0928 0628, 0629 | Baureihe 628 und 629 der DB Regio und verschiedener Privatbahnen | Reihung (628/928): 0628.0–4 – 0928.0–4 Reihung (628/629): 0628.0 – 0629.0          |
| 30–33                 | |                                                                                    |
| 0631                  | PESA LINK (einteilig) der DB Regio |                                                                                    |
| 0632                  | PESA LINK (zweiteilig) der DB Regio | Reihung: 0632.0–1 – 0632.5–6                                                       |
| 0633, 0933            | PESA LINK (dreiteilig) der DB Regio | Reihung: 0633.0–1 – 0933.0–1 – 0633.5–6                                            |
| 0133.0                | Zweiachsige Triebwagen der DR-Einheitsbauarten (VT 133 / VT 79.9) |                                                                                    |
| 0133.1                | Schienenbusse der Waggonfabrik Wismar (Wismarer Schienenbus / „Schweineschnäuzchen“) |                                                                                    |
| 0133.2                | LHB VTE und VTA der AKN (auch 0609.0) |                                                                                    |
| 35                    | |                                                                                    |
| 0135                  | Zweiachsige Triebwagen der DR-Einheitsbauarten (VT 135 / VT 70.9) |                                                                                    |
| 37                    | |                                                                                    |
| 0137                  | Vierachsige Triebwagen der DR-Einheitsbauarten (VT 137 / diverse DB-Baureihen) |                                                                                    |
| 40–44                 | |                                                                                    |
| 0140                  | Zweiachsige Beiwagen der DR-Einheitsbauarten |                                                                                    |
| 0640                  | Alstom Coradia LINT 27 der DB Regio (Baureihe 640) und diverser Privatbahnen |                                                                                    |
| 0641                  | Alstom Coradia A TER der DB Regio (Baureihe 641) |                                                                                    |
| 0642                  | Siemens Desiro Classic der DB Regio (Baureihe 642) und diverser Privatbahnen | Reihung: 0642.0–4 – 0642.5–9                                                       |
| 0643, 0943            | Bombardier Talent (Triebwagen, dieselmechanisch) der DB Regio (Baureihe 643) und diverser Privatbahnen                                                                                                 | Reihung: 0643.0–4 – 0943.0–4 – 0643.5–9                                            |
| 0644, 0944            | Bombardier Talent (Triebwagen, dieselelektrisch) der DB Regio (Baureihe 644) | Reihung: 0644.0 – 0944.0 – 0644.5                                                  |
| 46–48                 | |                                                                                    |
| 0646, 0946            | Stadler GTW 2/6 (angetriebener Mittelwagen) der DB Regio (Baureihe 646) und HLB | Reihung: 0646.0–4 – 0946.0–9 – 0646.0–4                                            |
| 0147                  | Vierachsige Altbau-Beiwagen privater Bahnen |                                                                                    |
| 0648, 1648            | Alstom Coradia LINT 41 (alte Kopfform) der DB Regio (Baureihe 648) und verschiedener Privatbahnen Alstom Coradia LINT 41 (neue Kopfform) diverser privater Betreiber (Abellio Rail NRW, HLB, NWB usw.) | Reihung: x648.0–4 – x648.5–9                                                       |
| 50                    | |                                                                                    |
| 0350                  | MAN-Schienenbusse (Steuerwagen) |                                                                                    |
| 0650                  | Stadler Regio-Shuttle RS1 der DB Regio (Baureihe 650) und diverser Privatbahnen |                                                                                    |
| 54                    | |                                                                                    |
| 0654.0                | RegioSprinter der Vogtlandbahn und Rurtalbahn GmbH |                                                                                    |
| 0654.1                | Alstom Coradia iLint (Wasserstoffantrieb mit Brennstoffzelle) | Reihung: 0654.1 – 0654.6                                                           |
| 66                    | |                                                                                    |
| 0066                  | „Schwerer benzolmechanischer Triebwagen“ Bauart WUMAG (BHEF VT 175, ehemals Baureihe VT 66, DR 757 bis 762)                                                                                            |                                                                                    |
| 0066                  | „Schwerer benzolmechanischer Triebwagen“ Bauart WUMAG (BHEF VT 175, ehemals Baureihe VT 66, DR 757 bis 762)                                                                                            |                                                                                    |
| 0066                  | „Schwerer benzolmechanischer Triebwagen“ Bauart WUMAG (BHEF VT 175, ehemals Baureihe VT 66, DR 757 bis 762)                                                                                            |                                                                                    |
| 70–72                 | |                                                                                    |
| 0670                  | Baureihe 670 („Doppelstock-Schienenbus“) |                                                                                    |
| 0771.9                | MAN-Schienenbusse der ehemaligen Karsdorfer Eisenbahngesellschaft (zwischenzeitlich Baureihe 771.9) |                                                                                    |
| 0672                  | Bombardier LVT/S u. a. der Burgenlandbahn (Baureihe 672.9) (auch 0504) |                                                                                    |
| 0772, 0972            | Baureihe 772 (Baureihe 2.09) Triebwagen: 0772 Steuerwagen: 0972 |                                                                                    |
| 75                    | |                                                                                    |
| 0675                  | ehem. DR-Baureihe VT 18.16 (DR BR 175, DB AG 675) | Reihung: unbekannt                                                                 |
| 81–82                 | |                                                                                    |
| 7081                  | Reihe 7081 der ÖBB (Uerdinger Schienenbus-Beiwagen) |                                                                                    |
| 0182                  | SVT Bauart Köln, welche noch eine EDV Nummer bekommen hatten (z. B. SVT 137 856: 95 80 0182 009-0 D-SVT)                                                                                               | Reihung: unbekannt                                                                 |
| 89–90                 | |                                                                                    |
| 0689, 0989            | Alstom RegioCitadis-Zweikrafttriebwagen der RegioTram Kassel Endwagen: 0689 Mittelwagen: 0989 |                                                                                    |
| 0690                  | Vossloh Citylink-Zweikrafttriebwagen der Chemnitzbahn |                                                                                    |
| 0790                  | Schienen-Straßen-Omnibus |                                                                                    |
| 95, 96                | |                                                                                    |
| 0795                  | Baureihe 795 (Uerdinger Schienenbus, einmotorig, ex VT 95) |                                                                                    |
| 0995                  | Baureihe VB 142 / 995 (Beiwagen zur Baureihe 795) |                                                                                    |
| 0796                  | Baureihe 796 (Uerdinger Schienenbus, zweimotorig, Einmannbetrieb, ex VT 98) |                                                                                    |
| 0996                  | Baureihe 996 (Bei- und Steuerwagen zur Baureihe 796) |                                                                                    |
| 98                    | |                                                                                    |
| 0798                  | Baureihe 798 (Uerdinger Schienenbus, zweimotorig, ex VT 98) |                                                                                    |
| 0998                  | Baureihe 998 (Bei- und Steuerwagen zur Baureihe 798) |                                                                                    |

## 96: Beiwagen
Diese Nummerngruppe wird in Deutschland nicht für Beiwagen von Triebwagen verwendet, ein Generatorwagen trägt jedoch eine Nummer in diesem Bereich:
1342
Generatorwagen der neg Niebüll

## 97: elektrische Rangierlokomotiven
Die Nummerngruppe ist für elektrische Rangierlokomotiven vorgesehen, die in Deutschland in dieser Form nicht existieren. Sie wird für Fahrzeuge, deren zulässige Geschwindigkeit kleiner als 100 km/h ist, verwendet.
1200
Henschel E 1200 der DB-Tochter RBH Logistics
8132
Baureihe E 32
8144
Baureihe E 44 (Baureihen 144 bzw. 244)
8145
Baureihe E 44 W (mit Widerstandsbremse, Baureihe 145)
8160
Baureihe E 60
8163
Baureihe E 63
8169
Baureihe E 69, weitere zweiachsige Elektrolokomotiven diverser Museumsbahnen
8170
vierachsige elektrische Altbaulokomotiven ohne Baureihenbezeichnung
8177
DR-Baureihe E 77
8188
historische elektrische Lokomotiven des DBMuseum
8194
Baureihe E 94 diverser Museumsbahnen (Baureihen 194, 254 bzw. 1020)
8195
Baureihe E 95

## 98: Rangierdiesellokomotiven (Vmaxunter 100km/h)
0112
O&K MBB 1200 N
0114
O&K MC 14 C
0120
O&K MB 200 N
0125
O&K MB 170 N
0128
O&K MB 280 N
0141
O&K MV 4 a
0161
O&K MV 6 a
0162
O&K MV 6 b
0170
O&K MC 700 N, O&K MC 700 C
0190
O&K MV 9
0212
MaK G 1300 BB
0236
V 36 (WR 360 C 14 / V 36 / 236 bzw. 103)
0261
MaK G 1100 BB
0262
MaK G 761 C, MaK G 763 C
0263
MaK G 700 C
0264
MaK G 765 C
0265 001
MaK 650 C
0265 011, 021
MaK G 320 B
0266
MaK G 500 C
0270
MaK G 1202 BB
0271
MaK DE 501, MaK DE 502
0272
MaK DE 1002
0273
MaK G 1203 BB
0274
MaK G 1205 BB
0275
MaK G 1206 (Bauserien mit Vmax 80 km/h und G 1206-2)

0276
MaK G 1204 BB
0279
Vossloh G 6 (auch 0650)
0421
KHD DG 1500 CCM, DG 1600 CCM, DG 2000 CCM sowie Umbauten dieser Typen, z. B. Voith Revita Twin 1700 CC
0505
Krauss-Maffei MH 05
0506
Krauss-Maffei ME 05
0550
Gmeinder DE 500 C
0551
Gmeinder D 500 C
0554
Gmeinder D 25 B
0555
Gmeinder 190 PS, Gmeinder D 35 B
0560
Gmeinder 250 PS
0575
Gmeinder D 75 BB
0580
Gmeinder D 100 BB
0650
Vossloh G 6 (auch 0279)
0991
Schöma CFL250DVR
0992
Schöma CFL-200 DR
0993
Schöma CFL-40 DR
3107
Baureihe V 75/107, ČSD-Baureihe T 435.0, ČSD-Baureihe T 458.1
3201
LEW V 100 (ehemals Baureihe 201)
3202
LEW V 100 (umgebaut durch Alstom Stendal)
3236
Baureihe V 36
3262
MaK 240 B
3263
MaK 240 C
3264
MaK 450 C
3265.0
Baureihe V 65
3265.1
MaK 600 D
3265.2
MaK 600 D
3265.3
MaK 650 D
3265.6
MaK 1200 D
3270
Baureihe V 20
3290
Baureihe 290
3291
Baureihe 291
3291.9
MaK G 1600 BB (Bauart mit 810-kW-Motor)
3292
modernisierte LEW V 100 der EKO Trans
3293
LEW V 100 (ehemals Baureihe 293 bzw. Baureihe 108)
3294
Baureihe 294
3295
Baureihe 295
3295.9
MaK G 1600 BB
3296
Baureihe 296
3298
LEW V 100 (ehemals Baureihe 298 bzw. 108)
3309.0
LKM N4 (ex Werkbahnen in der DDR)
3309.5
LKM V 10 B (ehemals Werkbahnen in der DDR)
3310
ehemals Baureihe 310
3311.0
LKM V 15 / V 18 (ehemals Baureihe 311 bzw. 101 und Werkbahnen) und LKM N4 (ehemals Werkbahnen)
3311.1
Baureihe 311
3311.9
Deutz A2L514 R
3312
ehemals Baureihe 312 bzw. 102.0, Werkbahnen
3319
Deutz A4M420 R
3320
Henschel DEL 110
3321
ehemals Baureihe 321
3322
ehemals Baureihe 322
3323
ehemals Baureihe 323
3324
ehemals Baureihe 324
3332
ehemals Baureihe 332
3333
Baureihe 333
3335
Baureihe 335
3345
ehemals Baureihe 345 bzw. 105
3346
ehemals Baureihe 346 bzw. 106
3347
Baureihe 347 (Umbauvariante auf Breitspur 1520 mm, eingesetzt im Fährhafen Mukran)
3352
MaK G 322 / Vossloh G 400 B
3360
ehemals Baureihe 260/360
3361
ehemals Baureihe 261/361
3362
Baureihe 362
3363
Baureihe 363
3364
Baureihe 364
3365
Baureihe 365
3399
DB-Baureihe 399 (Schöma CFL150DCL und Faur L18H)
3420
KHD MG 530 C
3422
KHD DG 1000 BBM
3423
KHD DG 1200 BBM
3425
KHD KS 230 B
3432
Deutz/KHD A4L514 R bzw. KS 55 B
3433
Deutz KK 140 B
3434
Deutz A8L614 R
3435
Deutz A6M220 R
3436
Deutz V6M436 R
3437
Deutz V6M536 R
3439
KHD KG 275 B
3440
Deutz T4M525 R
3442
Deutz MS 320 C
3443
Deutz MS 430 C
3504.0
Krauss-Maffei M 400 C
3504.1
Krauss-Maffei ML 440 C
3507
Krauss-Maffei M 700 C / ML 700 C
3508
Krauss-Maffei M 800 BB
3509
Krauss-Maffei M 500 C
3512
Krauss-Maffei M 1200 BB
3602
Henschel DH 240 B
3603
Henschel DH 360
3604
Henschel DH 440
3605.0
Henschel DE 500 C
3605.1
Henschel DH 500 Ca
3605.2
Henschel DHG 500 C
3607.0
Henschel DHG 700 C
3607.1
Henschel DHG 700
3609
Henschel DHG 240 B
3612
Henschel DHG 1200 BB
3651
LHB 1100BB
3653
LHB 530C
3654
LHB S 200
3714
DB-Baureihe 714
3911
Krupp 350 PS
3921
Windhoff LW 170
3931
DWK 110 B
3941
Jung R 30 C
3942
Jung R 42 C und Jung RC 43 C
3944
Jung R 30 B
3953
Jenbacher Werke/Deutz MG 530 C (Lizenzbau)

## 99: Bahndienstfahrzeuge
Neben den zuvor von der Deutschen Bahn in der 700er Nummernreihe geführten Dienstfahrzeugen der Regelbauart – bei diesen ist die fünfte Ziffer der Fahrzeugnummer eine 1, um die Prüfziffer beizubehalten – werden im Fahrzeugeinstellungsregister auch die zuvor mit UIC-ähnlichen Nummern (beginnend mit 97) geführten Baumaschinen erfasst. Hier ist die fünfte Ziffer eine 9, die sechste, siebente und achte Ziffer der Fahrzeugnummer sind allerdings weder an vorherige Nummernkreise angelehnt noch frei gewählt, sondern beschreiben die Bauart des Fahrzeugs. Die neunte bis elfte Ziffer sind wie bei allen anderen Bauarten die Ordnungsnummer innerhalb der Bauart. Zunächst wurden Fahrzeugregisternummern nur für Neubaufahrzeuge vergeben, seit 2011 erhielten auch Bestandsfahrzeuge die neuen Nummern. Eine Übersicht über die genaue Bedeutung der Ziffern findet sich unter den Weblinks. Einige Betreiber, darunter die des DB-Konzerns, schreiben die bisherigen Nummern auch weiterhin zusätzlich an.
1701
Baureihe 701 (Turmtriebwagen)
9123
Vierschwellenstopfmaschine Plasser & Theurer 09-4X Dynamic
9127
Schienenschleifzug Harsco RGH 20
9136
DB-Baureihe 711.2
9160
DB-Baureihe 719 (719 045/046)
9162
Gleisvormesstriebwagen Plasser & Theurer EM-SAT 120
9170
Tunnelhilfszuglokomotive, Umbau aus Baureihe 212
9211
Gleisumbauzug Matisa P95 und P100
9263
Diagnose-VT der Baureihe 701
9310
Gleisumbauzug Matisa P95 und P100
9320
Gegenlastwagen zum Kranwagen Kirow KRC 810 oder KRC 1200
9411
Gleisumbauzug Plasser & Theurer SUM-Q 3
9414
Bettungsreinigungsmaschinen Plasser & Theurer RM 95-800 W und RM 80-UHR
9419
Schienendrehkrane Kirow KRC 810, KRC 1200
9420
Gleiskraftwagen Robel GKW 315
9425
Schotterplaniermaschine Plasser & Theurer SSP 110 SW
9427
Schienenfräszug Linsinger SF03-FFS plus, Loram RG 48 II
9429
DB-Baureihe 719 Ultraschall Schienenprüfzug 2 (719 001/501)
9436
DB-Baureihe 708.3 Oberleitungsrevisionstriebwagen (ORT) ex DR-Baureihe 188.3
9471
DB-Baureihe 733 Schienendrehkrane Kirow KRC Multi Tasker 910
9510
Schottersiebwagen zur Bettungsreinigungsmaschine RM 95-800 W
9529
DB-Baureihe 720 Mittelwagen zum Schienenprüfzug 2 (719 001/501)
9552
Material-Förder- und Siloeinheit Plasser & Theurer MFS 100
9685
DB-Baureihe Klv 51
9824
Gleisstopfmaschine Plasser & Theurer 08-275/4 ZW-Y
9900
andere Zweiwegefahrzeuge (bspw. Schienenfräsmaschine Linsinger SF02 W-FS TRUCK)
9901 und 9902
Zweiwegefahrzeuge Kategorie 1 (bspw. Zweiwegebagger Atlas 1604 ZW)
9903 und 9904
Zweiwegefahrzeuge Kategorie 2 (bspw. Zweiwegebagger Liebherr A 900 C ZW-Li/1031)
9905 und 9906
Zweiwegefahrzeuge Kategorie 3 (bspw. auf Basis MAN 26.440)
9907 und 9908
Zweiwegefahrzeuge Kategorie 4 (bspw. auf Basis U 400)